# Giacomo Facchini
Giacomo Facchini lub Jácomo Facchine (ur. 25 lutego 1897 w Campos Eliseos - zm. ?) – piłkarz brazylijski grający na pozycji defensywnego pomocnika.

## Kariera piłkarska
Giacomo Facchini grał w klubach Botafogo FR, Campos Elyseos i Palestra Itália. W barwach Campos Elyseos był królem strzelców ligi stanowej São Paulo w 1915 roku.

## Kariera reprezentacyjna
Giacomo Facchini jedyny raz w reprezentacji Brazylii wystąpił 18 lipca 1916 w towarzyskim meczu z Urugwajem w Montevideo.